# Niet genoeg
Niet genoeg is een lied van de Nederlandse rapper Cho in samenwerking met de Nederlandse rapper en zanger Idaly. Het werd in 2023 als single uitgebracht en stond in hetzelfde jaar als vijfde track op het album Knock knock 4 van Cho.

## Achtergrond
Niet genoeg is geschreven door Giovanni Rustenberg, Idaly Faal, Rafael Maijnaard, Timber Sittrop en Sergio van Gonter en geproduceerd door Reverse. Het is een nummer dat past in het genre nederhop met effecten uit de moderne r&b. In het lied wordt er gerapt en gezongen over een relatie. Hierin doet de liedverteller veel moeite om de ander tevreden te houden, maar het is nooit genoeg voor haar. 
Het is niet de eerste keer dat de twee artiesten met elkaar samenwerken. Eerder deden zij dit al op Bende en Zag je staan.

## Hitnoteringen
De artiesten hadden succes met het lied in de hitlijsten van Nederland. Het piekte op de 32e plaats van de Nederlandse Single Top 100 in de zestien weken dat het in deze hitlijst stond. Er was geen notering in de Nederlandse Top 40; het kwam hier tot de tiende positie van de Tipparade. 